# Daia Română
Daia Română – wieś w Rumunii, w okręgu Alba, w gminie Daia Română. W 2011 roku liczyła 2773 mieszkańców.